# 伊斯托克市镇
伊斯托克市镇（羅馬化：Opština Istok），是科索沃佩奇区的一个市镇，行政中心为伊斯托克。市镇总面积为454平方公里，人口数量为39,289 人（2011年）。